# T-ravnalo (fraktal)
T-ravnalo je fraktal fraktalne dimenzije 2, a topološke 1. Ime je dobio po crtaćem priboru.

## Konstrukcija
Počnimo od kvadrata (zvat ćemo ga graničnim kvadratom), bijele boje na slici ispod, i od njega oduzmimo kvadrat upola kraće stranice smješten u sredinu graničnog kvadrata, crne boje (prva iteracija). Granični kvadrat podijelimo na četiri jednaka kvadrata i ponovimo postupak (druga iteracija). Svaki od ta četiri kvadrata podijelimo na još četiri itd. T-ravnalom zovemo granicu crne i bijele površine.

## Svojstva
T-ravnalo je beskonačno duga krivulja, ali ona okružuje konačnu površinu. Duljina krivulje nakon prve iteracije jest 4, ako uzmemo da granični kvadrat (vidi iznad) ima dimenzije 2 × 2, a površina 1. Nakon prve iteracije od prvog kvadrata ostaju 4 dužine duljine po {\displaystyle {\frac {1}{2}}} te se dodaju još 4 kvadrata s dvije stranice duljine {\displaystyle {\frac {1}{2}}} i dvije duljine {\displaystyle {\frac {1}{4}}}, pa je to {\displaystyle 2+6=8}. Površina se poveća za {\displaystyle {\frac {3}{4}}} (četiri dodatna kvadrata površine {\displaystyle {\frac {1}{4}}}, ali bez svoje jedne četvrtine). Nakon druge iteracije, duljina krivulje jest 2 od prvog kvadrata, 3 od kvadratâ iz prve iteracije (od svakog od četiri kvadrata ostaje {\displaystyle {\frac {3}{4}}}) te 9 od novih kvadrata (duljina granice svakog od 12 kvadrata jest {\displaystyle {\frac {3}{4}}}), dakle {\displaystyle 2+3+9=14}. Površina se povećava za {\displaystyle {\frac {9}{16}}} (svaki od 12 kvadrata ima površinu {\displaystyle {\frac {3}{64}}}). Prema tome, nakon beskonačnog broja iteracija, duljina krivulje je beskonačna, a površina, prema formuli za sumu geometrijskog reda, četiri puta veća od prvog kvadrata, odnosno jednaka površini graničnog kvadrata:
{\displaystyle 1+{\frac {3}{4}}+{\frac {9}{16}}+\cdots ={\frac {1}{1-{\frac {3}{4}}}}=4}.